# Bułaków
Bułaków – wieś w Polsce położona w województwie wielkopolskim, w powiecie gostyńskim, w gminie Pogorzela.
W okresie Wielkiego Księstwa Poznańskiego (1815-1848) miejscowość należała do wsi większych w ówczesnym pruskim powiecie Krotoszyn w rejencji poznańskiej. Bułaków należał do okręgu borkowskiego tego powiatu i stanowił część majątku Borzęciczki, którego właścicielem był wówczas Juliusz Radoliński. Według spisu urzędowego z 1837 roku wieś liczyła 305 mieszkańców, którzy zamieszkiwali 30 dymów (domostw).
W latach 1954–1959 wieś należała i była siedzibą władz gromady Bułaków, po jej zniesieniu w gromadzie Pogorzela. W latach 1975–1998 miejscowość administracyjnie należała do województwa leszczyńskiego.